# 張啓楷
張啓楷（1962年12月21日—），臺灣政治人物、新聞工作者，台灣民眾黨籍，現任中華民國立法委員，曾擔任《中國時報》記者、TVBS、中視、中天新聞台、年代新聞台、中時新聞網等頻道節目主持人。

## 生平
張啓楷出生於嘉義縣東石鄉，1987年進入新聞界，主跑過府院黨（總統府、行政院、國民黨、民進黨）、立法院、內政部、台北市政府新聞，曾經專注於公共政策和政府預算。
2004年附近，張啓楷開始在電子媒體主持新聞政論節目，歷經多個頻道包含中廣寶島網、TVBS頻道、中天電視台等。
2010年，加入當時參選新北市市長的朱立倫選舉團隊。
2019年5月，優傳媒創立，擔任優傳媒社長。2020年，擔任彰化縣工商發展投資策進會總幹事。
2023年，獲台灣民眾黨徵召入列2024不分區立法委員名單第八名，為黨內自評安全名單，後順利當選立委。2024年2月1日，張啓楷出任民眾黨嘉義黨部主委。

## 軼事

### 爭取立院調漲餐費
2025年1月，立院審查114年度中央政府總預算案期間，國民黨及民眾黨黨團提出3296案刪凍案，引發諸多爭議。張啓楷在立法院經費稽核委員會提出臨時動議，表示立院餐費僅100元，致使立院院長韓國瑜主持院會訂麥當勞時，套餐少了部分品項，因此期盼立院能在既有預算額內，參考市場價格調整餐費上限。

### 質疑宣導經費 意外揭露吳春城未利益迴避
2025年2月，張啓楷在臉書發布以「衛福部預算被刪無法宣導打疫苗？」圖卡，強調疾管署媒體宣傳費招標偏重特定媒體，卻意外揭露同黨立委吳春城未利益迴避，旗下相關的「民意傳播顧問股份有限公司」、「爆米花數位資訊股份有限公司」拿走逾25%標案。。

### 要求賴清德兒子回來當兵
2025年2月，退役少將栗正傑於中視「庶民大頭家」節目稱，賴總統的兒子躲在美國，根本連當兵都毫不考慮；後遭賴清德委任律師黃帝穎發函要求公開澄清道歉。3月4日，張啓楷在施政總質詢時對行政院長卓榮泰喊話，從賴總統到所有官員的小孩，先把他們找回來當兵服役。對此，卓榮泰認為此講法會傷害很多人的感情。
3月11日，栗正傑為2月節目上的發言致歉；3月12日，張啓楷對於栗正傑致歉，質疑此事件有嚴重到需要提告，呼籲賴清德應像陳水扁學習「兒子有當兵可以大聲講出來」。

### 護航鼓吹武統言論
2025年3月，亞亞因發表鼓吹武統台灣言論而遭移民署廢除依親居留許可，限期離境。張啓楷在《鄉民大學問》節目表示，「台灣的國防安全這麼脆弱嗎？一個網紅講幾句話，這個就是會武統台灣就國防安全就破洞嗎？有這麼嚴重嗎？」隨後遭同台資深媒體人黃暐瀚打臉。

## 選舉紀錄
| 年度 | 選舉屆數             | 選舉區                                 | 所屬政黨   | 得票數    | 得票率 | 當選標記 | 備註 |
| ---- | -------------------- | -------------------------------------- | ---------- | --------- | ------ | -------- | ---- |
| 2024 | 第十一屆立法委員選舉 | 全國不分區及僑居國外國民立法委員選舉區 | 臺灣民眾黨 | 3,040,615 | 22.07% |          |      |

## 榮譽
- 2015年獲第十五屆國立臺北大學傑出校友。

## 獲獎
- 1993年於中國時報主跑立法院新聞時，曾獲第二屆立委評為最佳國會記者第一名。
- 1994年以「中央政府總預算系列報導」獲得吳舜文新聞獎首獎。
- 2000年台灣新聞記者協會邀請撰寫「破解預算新聞」專文，供記者瞭解，更而監督政府總預算的編列與執行。
- 2006年國家文官培訓所講座。
- 2010年以《我國特別預算制度之政經分析，1949-2008》論文，獲得國立臺灣大學政治學研究所（在職班）碩士學位。

## 著作
| 年份         | 書名                                                                       | 出版社     | ISBN               |
| ------------ | -------------------------------------------------------------------------- | ---------- | ------------------ |
| 1995年       | 《國庫潰堤：解讀預算黑盒子》                                               | 新自然主義 | ISBN 957696170X    |
| 1996年       | 《國庫潰堤：解讀政府總預算》                                               | 月旦出版社 |                    |
| 2002年       | 《搶救國庫：你應該知道政府怎麼用錢》                                       | 印刻出版   | ISBN 9867810244    |
| 2005年2月1日 | 《新雙城記：謝長廷與馬英九的黃金交叉》（林玉珮、林雅麗、張怡文、張啟楷著） | 新自然主義 | ISBN 9576965950    |
| 2012年       | 《搶救你的納稅錢》                                                         | 商周出版   | ISBN 9789862722442 |

## 曾主持過的節目
| 年份                         | 頻道               | 節目                     | 備註                                                           |
| 2004年1月起到6月底           | 中廣寶島網         | 《中午茶》張啟楷時間     | 每週一到週六中午12點到下午1點                                  |
| 2005年4月起                  | TVBS頻道           | 《2100週末開講》         | 先與陳雅琳共同主持，後單獨主持。每週六、日晚9至11點播出        |
| 2007年1月起                  | TVBS新聞台         | 《新聞不一樣》           | 先與丁靜怡共同主持，後單獨主持。每週一至五晚上8至9點播出       |
| 2008年                       | TVBS頻道           | 《TVBS四川震災募款晚會》 | 與方念華共同主持                                               |
| 2009年5月5日起               | 中天新聞台         | 《張啟楷新聞現場》       | 每週二到週五晚上9點到11點                                      |
| 2009年5月9日起               | 中天新聞台         | 《張啟楷台灣週報》       | 每週六、日晚上9點到10點                                        |
| 2009年6月6日至2009年11月14日 | 中視無線台         | 《阿楷兩岸開講》         | 每週六傍晚5點到6點                                             |
| 2009年11月21日－2011年       | 中視無線台         | 《兩岸新新聞》           | 每週六傍晚5點到6點，2009年12月14日起改為每週一晚間22:00        |
| 2011年2月8日起               | 中天新聞台         | 《新台湾星光大道》       | 每週一到週五下午2點到下午3點→2011年7月起，改為週二下午2點到4點 |
| 2011年                       | 年代新聞台         | 《新聞追追追》           |                                                                |
| 2019年8月17日至2020年        | 東森財經新聞台     | 《楷道論政》             |                                                                |
| 2020年5月25日－              | 中時新聞網網路節目 | 《旗楷得勝》             |                                                                |

## 外部連結
- 張啟楷的Facebook專頁
- 張啓楷的Instagram帳戶
- YouTube上的張啓楷頻道

| 中華民國中央公職人員 | 中華民國中央公職人員                                             | 中華民國中央公職人員 |
| -------------------- | ---------------------------------------------------------------- | -------------------- |
| 臺灣民眾黨           |                                                                  |                      |
| 前任： 吳春城        | 台灣民眾黨立法院黨團副總召集人 第十一屆第三期 2025年2月1日－至今 | 現任                 |